# Twice (альбом)
#Twice – первый японский альбом южнокорейской гёрл-группы Twice. Он является сборником первых пяти синглов группы, записанных на японском и корейском языках. Был выпущен 28 июня 2017 года лейблом Warner Music Japan.
Альбом превысил 100,000 единиц продаж в течение четырех дней с момента его выпуска, и продал в общей сложности 136,157 физических копий на его первой неделе продаж. Он продал более 200,000 единиц продаж на Oricon Albums Chart менее чем за месяц и менее чем за два месяца он продал более 260,000 копий, заработав платиновый сертификат 
Японской ассоциации звукозаписывающей компаний (RIAJ).

## Предпосылки и релиз
В начале февраля 2017 года был открыт официальный японский сайт Twice, а также созданы аккаунты на различных интернет-платформах. В том же месяце в Токио были замечены первые баннеры с изображением группы. 24 февраля стало известно, что японский дебют назначен на 28 июня. Альбом получил название #Twice и, по тогдашней информации, должен содержать в себе японские и корейские версии синглов «Like Ohh-Ahh», «Cheer Up» и «TT». В тот же день пять японских телевещательных программ подтвердили интервью Twice с ними.
31 мая был опубликован трек-лист. Альбом будет выпущен в трёх версиях: стандартной, ограниченной версии А (CD и фотобук) и ограниченной версии В (CD и DVD).

## Промоушен
2 июля группа провела свой дебютный шоукейс Touchdown in Japan в Токийском дворце спорта.
Группа исполнила «TT» (Japanese ver.) впервые на телевизионной программе 30 июня на Music Station, первая южнокорейская гёрл-группа, которая выступила на шоу с 2012 года. Они появились в двухчасовом специальном эпизоде вместе с Exile The Second, Kanjani8, Keyakizaka46, Dean Fujioka, Tomoyo Harada и Hey! Say! JUMP.

## Коммерческий успех
#Twice дебютировал на 2 строчке в ежедневном альбомном чарте Oricon 27 июня 2017 года, продав 46,871 физических копий. Затем на пятый день он занял верхнюю строчку дневного графика. Альбом занял второе место в еженедельном альбомном чарте Oricon, в котором было продано 136,157 единиц, что является самым высоким показателем продаж альбомов первой недели среди исполнителей K-pop в Японии за последние два года. В цифровом альбомном чарте Oricon он дебютировал на 1 строчке с количеством загрузок 6,295. Он также достиг пика на 2 строчке в Billboard Japan Hot Albums и наметил на 25 недель в 2017 году.
6 июля сообщалось, что более 210,000 копий #Twice были проданы в течение недели с момента его выпуска. 4 декабря было объявлено, что он возглавил Tower Records Японии 2017 бестселлеров отечественных альбомов K-pop исполнителей. Альбом превысил 326,400 поставок 23 февраля 2018 года.

## Трек-лист
| №                   | Название                       | Текст песни                                         | Музыка                               | Arrangement                                              | Длительность |
| ------------------- | ------------------------------ | --------------------------------------------------- | ------------------------------------ | -------------------------------------------------------- | ------------ |
| 1.                  | «Like Ooh-Ahh (Japanese ver.)» | Black Eyed Pilseung Sam Lewis Yhanael               | Black Eyed Pilseung Sam Lewis        | Rado                                                     | 3:35         |
| 2.                  | «Cheer Up (Japanese ver.)»     | Sam Lewis Yu Shimoji                                | Black Eyed Pilseung                  | Rado                                                     | 3:28         |
| 3.                  | «TT (Japanese ver.)»           | Sam Lewis Shoko Fujibayashi                         | Black Eyed Pilseung                  | Rado                                                     | 3:34         |
| 4.                  | «Knock Knock (Japanese ver.)»  | Sim Eun-jee Min Lee "collapsedone" Mayu Wakisaka    | Min Lee "collapsedone" Mayu Wakisaka | Min Lee "collapsedone"                                   | 3:15         |
| 5.                  | «Signal (Japanese ver.)»       | J.Y. Park "The Asiansoul" Yu Shimoji Samuelle Soung | J.Y. Park "The Asiansoul" Kairos     | J.Y. Park "The Asiansoul" Kim Seung-soo Armadillo Kairos | 3:16         |
| 6.                  | «Like Ooh-Ahh»                 | Black Eyed Pilseung Sam Lewis                       | Black Eyed Pilseung Lewis            | Rado                                                     | 3:35         |
| 7.                  | «Cheer Up»                     | Sam Lewis                                           | Black Eyed Pilseung                  | Rado                                                     | 3:28         |
| 8.                  | «TT»                           | Sam Lewis                                           | Black Eyed Pilseung                  | Rado                                                     | 3:34         |
| 9.                  | «Knock Knock»                  | Sim Eun-jee Min Lee "collapsedone" Mayu Wakisaka    | Min Lee "collapsedone" Mayu Wakisaka | Min Lee "collapsedone"                                   | 3:15         |
| 10.                 | «Signal»                       | J.Y. Park "The Asiansoul"                           | J.Y. Park "The Asiansoul" Kairos     | J.Y. Park "The Asiansoul" Kim Seung-soo Armadillo Kairos | 3:16         |
| Общая длительность: | Общая длительность:            | Общая длительность:                                 | Общая длительность:                  | Общая длительность:                                      | 34:16        |

| №   | Название                                            | Длительность |
| --- | --------------------------------------------------- | ------------ |
| 1.  | «TT (Japanese ver.)» (music video)                  |              |
| 2.  | «Signal (Japanese ver.)» (music video)              |              |
| 3.  | «Like Ooh-Ahh (Japanese ver.)» (making music video) |              |
| 4.  | «#Twice» (jacket shooting making movie)             |              |
| 5.  | «TT (Japanese ver.)» (music video making movie)     |              |
| 6.  | «Signal (Japanese ver.)» (music video making movie) |              |
| 7.  | «Like Ooh-Ahh» (music video)                        |              |
| 8.  | «Cheer Up» (music video)                            |              |
| 9.  | «TT» (music video)                                  |              |
| 10. | «Knock Knock» (music video)                         |              |
| 11. | «Signal» (music video)                              |              |

## Чарты
| Чарты (2017)                          | Пиковые позиции |
| ------------------------------------- | --------------- |
| Japan Hot Albums (Billboard)          | 2               |
| Japanese Albums (Oricon)              | 2               |
| New Zealand Heatseekers Albums (RMNZ) | 8               |

| Чарты (2017)                 | Позиции |
| ---------------------------- | ------- |
| Japan Hot Albums (Billboard) | 21      |
| Japanese Albums (Oricon)     | 15      |

| Chart (2018)                 | Position |
| ---------------------------- | -------- |
| Japan Hot Albums (Billboard) | 48       |
| Japanese Albums (Oricon)     | 90       |

## Сертификация
| Регион                                                      | Сертификация | Продажи  |
| ----------------------------------------------------------- | ------------ | -------- |
| Япония (RIAJ)                                               | Платиновый   | 250 000^ |
| ^ Данные о тиражах приведены только на основе сертификации. |              |          |

## Победы
| Год  | Номинация                  | Категория                | Результат | Ссылка |
| ---- | -------------------------- | ------------------------ | --------- | ------ |
| 2018 | 32nd Japan Gold Disc Award | Album of the Year (Asia) | Победа    | [ 33 ] |
| 2018 | 32nd Japan Gold Disc Award | Best 3 Albums (Asia)     | Победа    | [ 33 ] |